# Adoretus longiceps
Adoretus longiceps är en skalbaggsart som beskrevs av Frey 1971. Adoretus longiceps ingår i släktet Adoretus och familjen Rutelidae. Inga underarter finns listade i Catalogue of Life.